# Рио Саличето
Рѝо Саличѐто (на италиански: Rio Saliceto, на местен диалект Ré Salṣêr, Ре Салзер) е градче и община в северна Италия, провинция Реджо Емилия, регион Емилия-Романя. Разположено е на 24 m надморска височина. Населението на общината е 6000 души (1 януари 2023).